# Carl August Andersson
Carl August Andersson Sköld, född 1855 i Västra Ryd död 25 juli 1882 på Långholmens centralfängelse i Stockholm (avrättad), var en svensk mördare som avrättades tillsammans med Johan Erik Österman; de hade dömts för ett brutalt dubbelmord.
Natten den 17 september 1881 förövade Johan Erik Österman och Carl August Andersson Sköld ett "piratdåd", då de smög ombord på lastbåten, »Anna», som Sköld tidigare ägt. Båda var berusade, och de kapade förtöjningarna och satte segel. Ombord befann sig tre personer, dåvarande ägaren Anders Jacobsson, 18-årige Carl August Nilsson och Jacobssons sambo Elna Maria Sanden. De sov när detta hände, men vaknade till efter en kort stund. Efter hot, slog »piraterna» ihjäl Anders Jacobsson, och våldtog och skar av halsen på Elna Maria Sanden. De lät Carl August Nilsson leva mot att han lovade att hålla tyst. Då ingen kontrollerade seglingen, krockade de med en annan båt, och började ta in vatten. De båda kropparna slängdes över bord innan de hunnit till Essingeöarna. Där lade man till, och Österman med den unge skräckslagne ynglingen gick iland och handlade mer öl. Därefter gick färden mot stan igen, och båten blev liggande för ankar vid Ekensbergs Varv. Sköld gick och lade sig, men Österman rodde med en stulen eka därifrån. Vid 9-tiden morgonen därpå lyckades det Carl August Nilsson att rymma, och han sökte upp polisen på Myntgatan i Gamla stan. Polisen häktade Sköld ombord, och innan han smet, hade Carl August Nilsson sett att Österman klivit ombord på en sandskuta som var på väg mot Muskö. Dagen efter fick polisen även tag i Österman vid Muskö. Elna Maria Sanden hittades aldrig, men Jacobssons kropp hittades i en badsump vid Långholmen 14 oktober. Båda Österman och Sköld dömdes till döden för mord. 25 juli 1882 fördes först Johan Erik Österman och därefter Carl August Andersson Sköld fram till stupstocken på fängelsegården på Långholmen. Skarprättare var Johan Fredrik Hjort, som genomförde de bägge avrättningarna på 20 minuter. Därefter begravdes bägge två på Kungsholmens kyrkogård. Detta var det sista uppdraget som skarprättare Hjort utförde, han blev kort därefter sjuk, hamnade på sjukhus, och dog på dagen tre månader efter dubbelavrättningen.
Efter avrättningen fördes Östermans och Andersson-Skölds kroppar till Karolinska institutets obduktionsal, där anatomer stod redo och samlade in deras organ som preparat.